# Perittia spermatopis
Perittia spermatopis är en fjärilsart som beskrevs av Edward Meyrick 1933. Perittia spermatopis ingår i släktet Perittia och familjen gräsmalar, Elachistidae. Inga underarter finns listade i Catalogue of Life.